# Crevasse Crag
Crevasse Crag är ett stup i Kanada.   Det ligger i provinsen British Columbia, i den södra delen av landet, 3 500 km väster om huvudstaden Ottawa. Crevasse Crag ligger 2 245 meter över havet.
Terrängen runt Crevasse Crag är huvudsakligen bergig. Crevasse Crag ligger uppe på en höjd. Trakten runt Crevasse Crag är nära nog obefolkad, med mindre än två invånare per kvadratkilometer.. Det finns inga samhällen i närheten. 
I omgivningarna runt Crevasse Crag växer i huvudsak barrskog.